# Ernst Nepo
Ernst Nepo (eigentlich Ernst Nepomucky; * 17. Oktober 1895 in Dauba, Böhmen; † 26. August 1971 in Innsbruck) war ein österreichischer Maler. Er gilt als der bedeutendste Vertreter der Neuen Sachlichkeit in Tirol.

## Leben und Werk

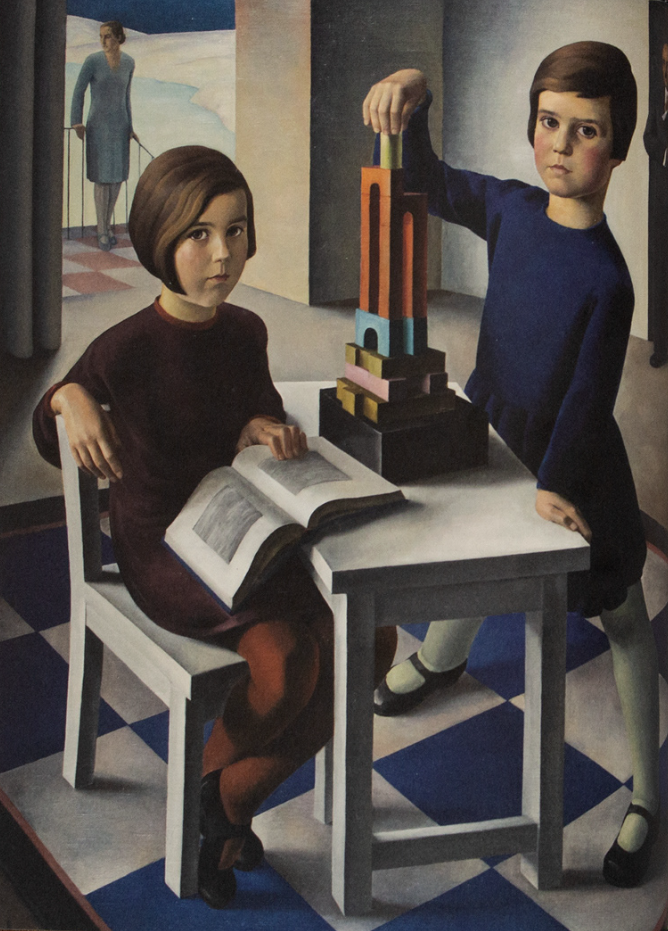
Familienporträt Keller (1929) im Tiroler Landesmuseum Ferdinandeum

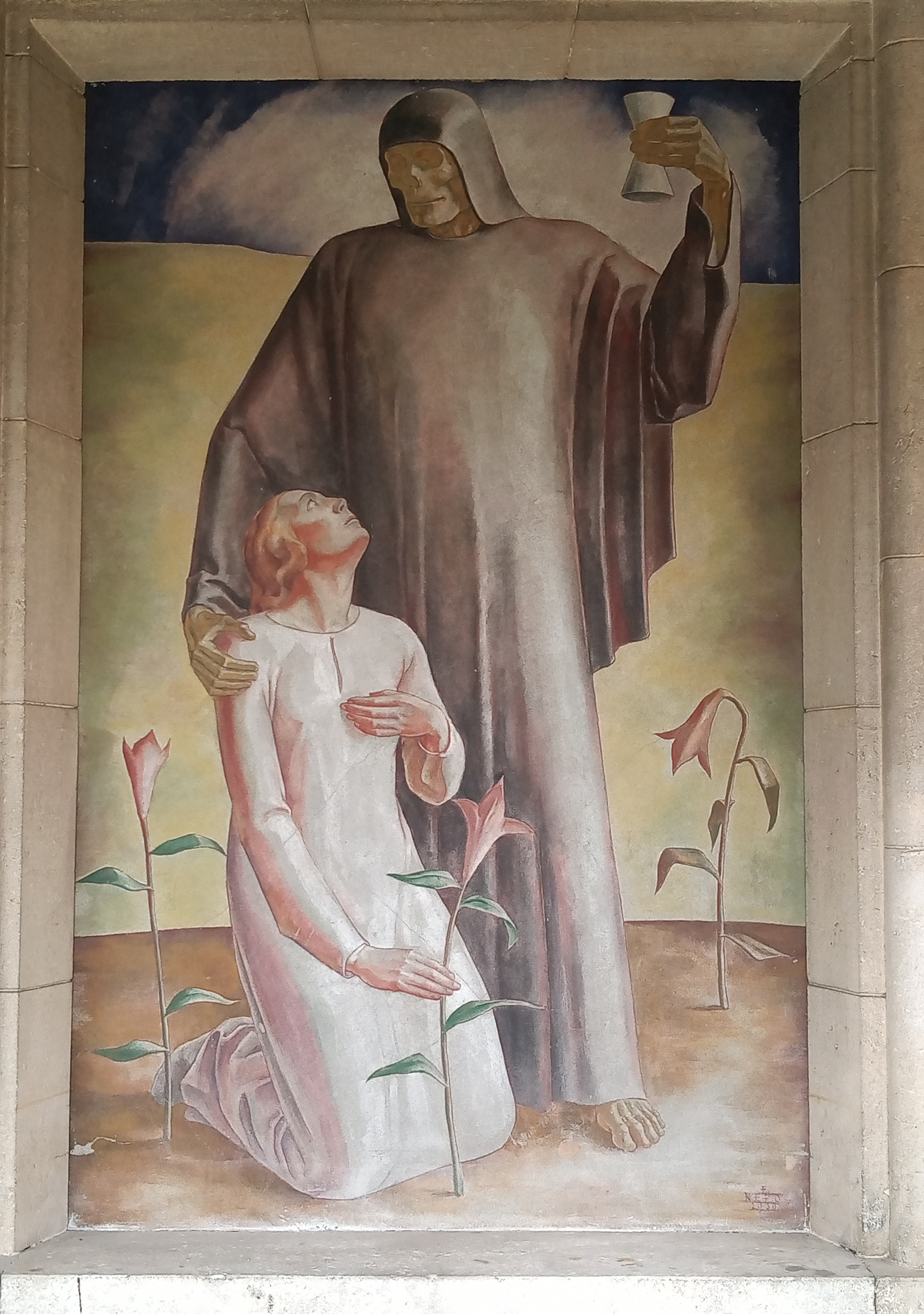
Der Tod und das Mädchen, Schiffereggersche Grabstätte am Friedhof St. Nikolaus, Innsbruck (1930)

Nach dem Besuch der Kunstgewerbeschule in Teplitz von 1909 bis 1913 studierte Nepo 1913/14 an der Wiener Kunstgewerbeschule unter anderem bei Alfred Roller, Adolf Böhm und Oskar Strnad. Im Ersten Weltkrieg leistete er Kriegsdienst bei den Tiroler Kaiserjägern in Galizien und an der Südfront.
Ab 1918 lebte er in Hötting (seit 1938 ein Stadtteil von Innsbruck), wo er sich schnell in das kulturelle Leben Innsbrucks integrierte und mit Rudolf Lehnert, Herbert Gurschner und Alphons Schnegg den „Mühlauer Kreis“ bildete. 1925 gründete er mit Wilhelm Nicolaus Prachensky, Leo Sebastian Humer, Hans Andre, Franz Santifaller und anderen die Künstlergruppe „Die Waage“, 1927 wurde er in die Wiener Secession aufgenommen. Von 1933 bis 1937 war Nepo als Bühnenbildner am Stadttheater, an der Exl-Bühne in Innsbruck und für die Passionsspiele in Thiersee tätig.
Bereits Mitte der 1930er Jahre wurde Nepo illegales Mitglied der NSDAP. Am 16. Mai 1938 beantragte er die reguläre Aufnahme in die Partei und wurde rückwirkend zum 1. Mai desselben Jahres aufgenommen (Mitgliedsnummer 6.256.876). 1938/39 und 1941/43 war er Landesleiter der Reichskammer der bildenden Künste in Tirol, ehe er diese Funktion an Max von Esterle übergab. Von 1939 bis 1944 war er im Kriegseinsatz. 
Nach 1945 erhielt Nepo zahlreiche öffentliche Aufträge für monumentale Wandmalereien und Porträts. In den 1950er Jahren hielt er sich häufig in Südtirol auf und lebte in den Jahren 1951/53 in Tscherms. Seine künstlerische Tätigkeit konnte er ab etwa 1960 aus gesundheitlichen Gründen nicht fortsetzen.
Anfangs von Giovanni Segantini und Egon Schiele beeinflusst und dem Expressionismus verpflichtet, wandte sich Nepo ab Mitte der 1920er Jahre zunehmend der Neuen Sachlichkeit zu. Obwohl er nicht lange dabei blieb, wird er heute zu den bedeutendsten Vertretern der Neuen Sachlichkeit in Tirol gezählt. Bekannt wurde er vor allem durch seine Porträts.

## Werke
- Fassadenfresko am Pfarrhaus der Christuskirche, Innsbruck, 1925[5]
- Wandmalereien und Glasfenster, Filialkirche Herz Jesu in Kreith, Mutters 1926[6]
- Westfenster, Pfarrkirche Landeck, 1929[7]
- Fresken in der Theresienkirche auf der Hungerburg, 1935
- Fassadenmalereien, Palluahaus, Innsbruck, 1937
- Bildnis Adolf Hitler, 1937 (ging als Geschenk der Tiroler NS-Frauenschaft 1937 an Hitler.[8] Titelblatt der Innsbrucker Nachrichten vom 6. April 1938)[9]
- Fassadenmalereien, Hotel Achenseehof, Achenkirch, 1938/39, 1951, 1957 (2003 abgerissen)[10]